# BIGGA RAIJI
BIGGA RAIJI（ビガ・ライジ、本名：岡村来二）は日本のレゲエミュージシャンである。1994年レゲエグループ「BASSKEEPER」を結成。2007年徳間ジャパンコミュニケーションズよりメジャーデビュー。

レゲエサウンドクルーSPICY CHOCOLATEのメンバーでもあり、同グループが主催する女性レゲエダンサーのコンテストDANCEHALL QUEEN JAPANの決勝戦MCも毎年務める。

芸名の通りの巨体が特徴。

## ディスコグラフィー

### ミニアルバム
1. 意気揚々（2004年8月4日）
  1. 着火点
  2. 燦燦
  3. SUSMOKER
  4. 意気揚々
  5. 江戸ノ南
  6. 城南スタイル
  7. 手紙
  8. 放浪者

### アルバム
1. あっぱれ!!（2007年8月8日）
  1. 土俵入り
  2. DL56
  3. おなかの唄
  4. COCODA
  5. ロックオン
  6. 思うがまま
  7. 遠くまで
  8. 地元があるって最高に幸せです。
  9. SIZE
  10. WE DON'T NEED
  11. ヤダロ
  12. 夕日が沈む頃には

### 参加作品
1. 妄走族「PROJECT妄」（2003年3月26日）
12.マンチスター東京 feat.Bigga Raiji
2. Miss Monday「miss rainbow」（2004年11月3日）
13.Tiny & Bigga feat.BIGGA RAIJI
3. 山嵐VSRIZE「革命」（2005年2月23日）
1.初陣(MC:BIGGA RAIJI,Track:JESSE,DOC DEE)
4. RYO the SKYWALKER「ONE-DER LAND」（2007年7月18日）
16.Perspire Video Mix(&BIGGA RAIJI,AKANE,PETER MAN,JUMBO MAATCH,NG HEAD,PUSHIM)
5. SPICY CHOCOLATE「渋谷 RAGGA SWEET COLLECTION」 (2011年9月14日)
(Disk2 ) 14.ボルテージ feat. BIGGA RAIJI & BIG BEAR